# New Barrackpur
New Barrackpur là một thành phố và khu đô thị của quận North Twentyfour Parganas thuộc bang Tây Bengal, Ấn Độ.

## Nhân khẩu
Theo điều tra dân số năm 2001 của Ấn Độ, New Barrackpur có dân số 83.183 người. Phái nam chiếm 50% tổng số dân và phái nữ chiếm 50%. New Barrackpur có tỷ lệ 76% biết đọc biết viết, cao hơn tỷ lệ trung bình toàn quốc là 59,5%: tỷ lệ cho phái nam là 90%, và tỷ lệ cho phái nữ là 62%. Tại New Barrackpur, 7% dân số nhỏ hơn 6 tuổi.